# Zulia Fútbol Club (1967-71)
No confundir con Zulia Fútbol Club, equipo actual de nombre homónimo, también desaparecido.
Zulia Fútbol Club (1967-71) fue el primer equipo del estado Zulia en el fútbol de la primera división de Venezuela. La institución contó con un gran respaldo de la comunidad italiana radicada en Maracaibo. El conjunto participó en cuatro ediciones de la Copa Venezuela (1967, 1969, 1970 y 1971) y en dos de la Primera División (1968 y 1969). Sin embargo, sus resultados no le ayudaron mucho para seguir con vida. 

## Historia

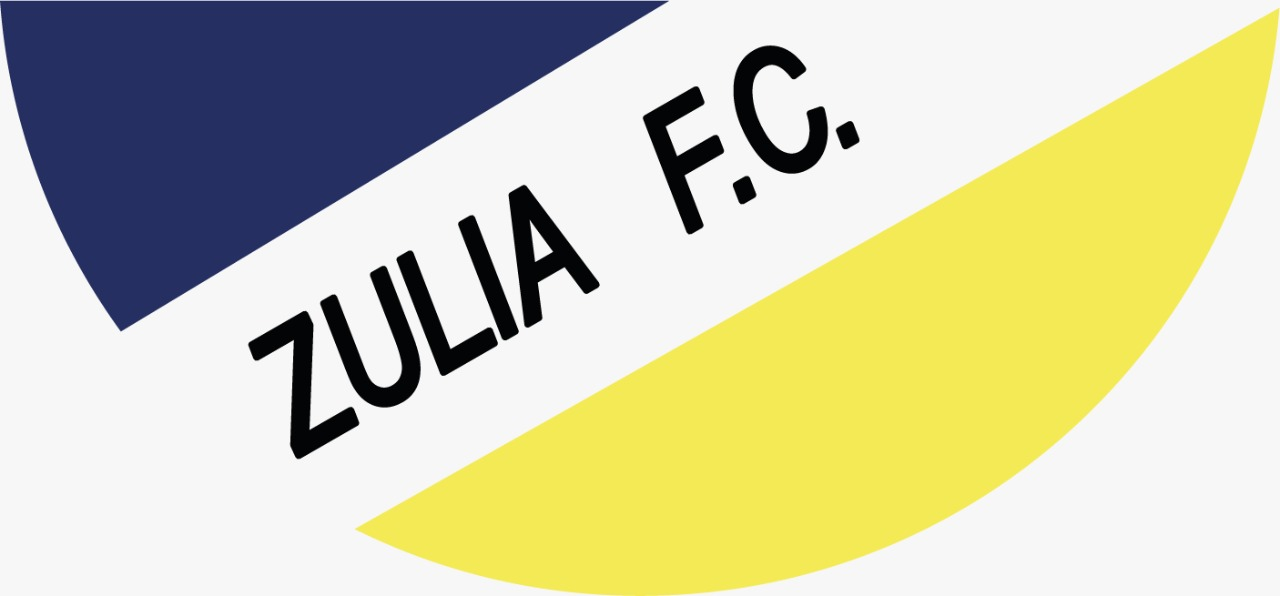
Escudo del Zulia Fútbol Club (1967-1971)

El 16 de agosto de 1967, la Liga de Fútbol Profesional le da el visto a la afiliación del Zulia FC. Los zulianos debutaron al año siguiente, en la temporada de 1968, por lo que en los últimos meses de 1967 realizaron algunos partidos de preparación. El primero fue ante Unión Deportiva Canarias, con la que empató (4-4) en Caracas: iba perdiendo 4-0, pero Salvadore Margiotta anotó cuatro goles en el segundo tiempo.
Una deuda de 50 mil bolívares, en 1969, terminó por sentenciar a la plantilla. No continuó jugando en la primera división, pero se le permitió estar en la Copa Venezuela hasta 1971, año en el que desapareció del mapa futbolístico.
Entre sus jugadores, el más destacado fue Salvatore Margiotta, quien anotó 17 de los 56 goles del equipo en la primera división. De los importados hay que mencionar que Zulia Fútbol Club fue el primer elenco de Venezuela que contrató jugadores árabes: los hermanos Maurice y Samir Facks, nativos de Siria.
Zulia FC organizó un torneo internacional en noviembre de 1968 en el estadio Alejandro Borges de Maracaibo. La Copa Feria de La Chinita con la participación de Unión Magdalena (Colombia) y Puntarenas (Costa Rica). En un triangular de muchos goles, el elenco petrolero se quedó con el galardón, siendo este el único trofeo en su palmarés. 

## Partidos internacionales
| Fecha      | Local            | Resultado | Visitante         |
| ---------- | ---------------- | --------- | ----------------- |
| 19.11.1966 | Zulia FC         | 1-2       | Atlántico         |
| 27.08.1967 | Zulia FC         | 0-1       | Aruba             |
| 14.09.1967 | Zulia FC         | 1-2       | Cúcuta Deportivo  |
| 08.11.1968 | Zulia FC         | 4-2       | Puntarenas        |
| 09.11.1968 | Zulia FC         | 4-3       | Unión Magdalena   |
| 10.11.1968 | Zulia FC         | 4-3       | Puntarenas        |
| 12.01.1969 | Zulia FC         | 1-1       | Kickers Offenbach |
| 28.03.1969 | Estrella         | 2-1       | Zulia FC          |
| 29.03.1969 | Racing           | 1-1       | Zulia FC          |
| 1969       | Cúcuta Deportivo | 3-3       | Zulia FC          |

## Estadísticas Totales
| Torneos                          | J  | G  | E  | P  | GF | GC  |
| Primera División Venezolana 1968 | 18 | 8  | 2  | 8  | 27 | 22  |
| Primera División Venezolana 1969 | 32 | 5  | 5  | 22 | 29 | 60  |
| Copa Venezuela 1967              | 3  | 0  | 0  | 3  | 2  | 10  |
| Copa Venezuela 1969              | 10 | 4  | 1  | 5  | 9  | 13  |
| Copa Venezuela 1970              | 12 | 1  | 6  | 5  | 11 | 16  |
| Copa Venezuela 1971              | 6  | 0  | 0  | 6  | 6  | 21  |
| Totales                          | 81 | 18 | 14 | 49 | 84 | 142 |

## Palmarés
- Copa Feria de la Chinita (1): 1968